# FK Himki
Az FK Himki (oroszul: Футбольный клуб Химки, magyar átírásban: Futbolnij Klub Himki) egy orosz labdarúgócsapat Himkiben, jelenleg az orosz élvonalban szerepel.

## Története
Az FK Himki 1996-ban alakult meg két helyi csapat, a Rogyina és a Novator összeolvadásából, majd az ötödosztályban kezdte meg szereplését. A csapat első hivatalos mérkőzését 1996. május 17-én játszotta, majd a több mint 150 amatőr státuszú labdarúgó-egyesületet felvonultató bajnokság élén végzett az Energija Uljanovszk ellen büntetőpárbajban megnyert mérkőzéssel.
1997. január 30-án a klub megkapta a profi státuszt, majd novemberben a második helyen végzett a negyedosztályban, így két év alatt két osztályt lépett előre. 
2007-ben jutott fel az élvonalba, ahol a 9. helyen végzett. 2008-ban meglegyintette a kiesés szele, és csak az utolsó fordulókban biztosított újabb egyévnyi első osztályú tagságot. A 2009-es szezon azonban borzalmas eredményt hozott: a csapat az utolsó helyen búcsúzott az élvonaltól.

## Sikerek
- Orosz labdarúgókupa döntős: 2 alkalommal (2005–2006, 2019–2020)

## Korábbi eredmények az orosz bajnokságban
| Szezon | Oszt. | Hely | Gy | D  | V  | Gk    | P  |
| ------ | ----- | ---- | -- | -- | -- | ----- | -- |
| 1996   | V.    | 1.   |    |    |    |       |    |
| 1997   | IV.   | 2.   | 26 | 6  | 8  | 80–38 | 84 |
| 1998   | III.  | 10.  | 15 | 8  | 17 | 63–60 | 53 |
| 1999   | III.  | 6.   | 17 | 11 | 8  | 51–38 | 62 |
| 2000   | III.  | 1.   | 28 | 4  | 6  | 68–22 | 88 |
| 2001   | II.   | 12.  | 13 | 4  | 7  | 42–54 | 43 |
| 2002   | II.   | 7.   | 14 | 10 | 10 | 38–27 | 52 |
| 2003   | II.   | 12.  | 16 | 9  | 17 | 36–46 | 57 |
| 2004   | II.   | 5.   | 17 | 10 | 15 | 39–33 | 61 |
| 2005   | II.   | 4.   | 23 | 13 | 6  | 75–36 | 82 |
| 2006   | II.   | 1.   | 30 | 9  | 3  | 83–30 | 90 |
| 2007   | I.    | 9.   | 9  | 10 | 11 | 32–33 | 37 |
| 2008   | I.    | 14.  | 6  | 9  | 15 | 34–54 | 27 |
| 2009   | I.    | 16.  | 2  | 4  | 24 | 20–64 | 10 |

## Külső hivatkozások
- Az FK Himki hivatalos oldala (oroszul)